# Мустафа IV
Мустафа IV (8. септембар 1779 — 15. новембар 1808), турски султан 1807-1808. године.

## Младост Мустафе IV
Родио се 8. 9. 1779. као син султана Абдул Хамида I у Топкапи палати. Његова мајка се старала о његовом образовању, али је он већу пажњу посвећивао уживању него учењу.
Он и његов брат Махмуд били су једини преостали мушки наследници Османлија, поред свог брата од стрица Селима III, који их је одлично третирао. Пошто је Мустафа био старији, био је главни претендент на престо. Током своје кратке владавине Мустафа је једном спасио живот Селиму, а касније га је одузео. Мусафа IV био је Селимов мезимац, али му је забио нож у леђа тако што је био у контакту са побуњеницима.

## Владавина
Мустафа је дошао на престо у тренутку када је издата фетва против Селима III како би се показало муслиманском становништву шта се дешава када неко покуша да надјача јаничаре. Селим је побегао у палату где се заклео новом султану на верност и истог тренутка покушао самоубиство. Мустафа му је спасио живот тако што му је избио бочицу са отровом из руке.
Мустафина кратка владавина била је веома турбулентна. Чим је наследио престо, јаничари су кренули у буну и почели да убијају и пљачкају све оне који су били присталице претходног султана. Примирје закључено са Русијом било је још више забрињавајуће јер су Руси ослободили Мустафу Барјактара, присталицу реформи и војног команданта, који је од Дунава са војском кренуо ка Цариграду како би вратио Селима на престо. Уз помоћ великог везира из Једрена, успео је да заузме палату.
Да би осигурао своју позицију и остао једини наследник Османлија, Мустафа је наредио погубљење своје браће Селима и Махмуда. Затим је наредио чуварима да покажу Селимово тело побуњеницима, што су ови и урадили бацивши га у двориште. Мустафа је сео на престо рачунајући на то да је његов брат Махмуд, такође, мртав. Међутим, принц Махмуд се крио у пећи у купатилу и тако се спасао смрти. У тренутку када су побуњеници рекли Мустафи да препусти престо ономе ко је вреднији од њега, Махмуд се појавио, а Мустафа је предао престо. Он није успео да заустави реформе које је касније наставио његов брат Махмуд. Касније је Мустафа IV убијен по наредби султана Махмуда.

## Живот Мустафе IV
Султан Мустафа IV водио је типичан сарајски живот. Време је проводио у харему. Често је приређивао забаве у Топкапи палати.
Током његове владавине улогу мајке султаније имала је његова мајка, једанаеста жена султана Абдул Хамида I, Ајше Сенијепервер султанија. Султан Мустафа је имао четири жене. Са једном од њих имао је ћерку, султанију Емине, која је преминула 1808. године, са свега шест месеци.л

## Породично стабло
|  |                  |  |  |  |  |  |  |  |  |  |  |  |  |  |  |  |
|  | 2. Абдул Хамид I |  |  |  |  |  |  |  |  |  |  |  |  |  |  |  |
|  |                  |  |  |  |  |  |  |  |  |  |  |  |  |  |  |  |
|  |                  |  |  |  |  |  |  |  |  |  |  |  |  |  |  |  |
|  | 1. Мустафа IV    |  |  |  |  |  |  |  |  |  |  |  |  |  |  |  |
|  |                  |  |  |  |  |  |  |  |  |  |  |  |  |  |  |  |
|  |                  |  |  |  |  |  |  |  |  |  |  |  |  |  |  |  |
|  | 3. Ayşe Sine     |  |  |  |  |  |  |  |  |  |  |  |  |  |  |  |
|  |                  |  |  |  |  |  |  |  |  |  |  |  |  |  |  |  |
|  |                  |  |  |  |  |  |  |  |  |  |  |  |  |  |  |  |